# Mansúr Abbás
Mansúr Abbás (arabsky منصور عباس‎, hebrejsky מַנְסוּר עַבַּאס‎, 22. dubna 1974 Maghar) je izraelský politik z arabské menšiny, od roku 2019 vůdce strany Sjednocená arabská kandidátka. Členem izraelského parlamentu se stal poprvé ve volbách v dubnu 2019, kde strana kandidovala v rámci Sjednocené kandidátky.
V občanském životě vystudoval stomatologii na Hebrejské univerzitě v Jeruzalémě a studoval také politologii na Haifské univerzitě.
Po parlamentních volbách v roce 2021 se jeho strana kandidující netradičně samostatně dostala do parlamentu s několika poslanci a spekulovalo se, že by mohla podpořit koalici vedenou stranou Likud premiéra Benjamina Netanjahua.